# Parapionosyllis serrata
Parapionosyllis serrata är en ringmaskart som beskrevs av Hartmann-Schröder 1974. Parapionosyllis serrata ingår i släktet Parapionosyllis och familjen Syllidae. Inga underarter finns listade i Catalogue of Life.